# Diber Cambindo
Diber Armando Cambindo Abonia (ur. 17 lutego 1996 w Guachené) – kolumbijski piłkarz występujący na pozycji napastnika, reprezentant Kolumbii, od 2024 roku zawodnik meksykańskiej Necaxy.